# آلیس میدلتون بورینگ
آلیس میدلتون بورینگ (چینی ساده‌شده: 博爱理; چینی سنتی: 博愛理; پینیین: bó àilǐ)؛ ۲۲ فوریه ۱۸۸۳–۱۸ سپتامبر ۱۹۵۵) زیست‌شناس، جانورشناس و خزنده‌شناس آمریکایی بود که در ایالات متحده و چین به تدریس زیست‌شناسی و انجام تحقیقات علمی اشتغال داشت. گونه ای از فانوس ماهی که در اقیانوس هند و اقیانوس آرام یافت می شود، دیافوس آلیسیا؛ به افتخار او نامگذاری شده است.

## زندگی اولیه و تحصیلات
آلیس میدلتون بورینگ در سال ۱۸۸۳ در فیلادلفیا به دنیا آمد. خانواده‌اش در قرن هفدهم در آمریکا ساکن شده بودند. بستگان او در کلیسای موراویان فعالیت داشتند که تأثیر زیادی بر تربیت آلیس گذاشت. بورینگ در مدرسه فرندز سنترال تحصیل کرد و در علوم ممتاز شد.
پس از فارغ‌التحصیلی، در کالج برین مایر ثبت نام کرد که خواهرش در سال ۱۸۹۶ از آنجا فارغ‌التحصیل شده بود. این کالج که بخشی از گروه هفت خواهر بود و توسط کوئیکرها تأسیس شده بود، علاقه او را برای تحصیل در آنجا برانگیخت. او در سال ۱۹۰۰ تحصیلات خود را آغاز کرد و زیر نظر نتی استیونز (ژنتیک‌دان) و توماس هانت مورگان (زیست‌شناس تکاملی) تحصیل کرد. مورگان و بورینگ مقاله‌ای مشترک دربارهٔ جنین قورباغه منتشر کردند.
در سال ۱۹۰۴ اولین اثر علمی خود با عنوان «بسته شدن ساقه‌های طولی شکافته توبولاریا» را منتشر کرد. بورینگ تحصیلات خود را در مقطع کارشناسی ارشد و دکترا در برین مایر ادامه داد و در طول تحصیلات تکمیلی با استیونز بر روی کرم‌های پهن مطالعه کرد. او مدتی کوتاه در دانشگاه پنسیلوانیا زیر نظر ادوین کونکلین تحصیل کرد، اما پس از ترک او، به برین مایر بازگشت. پیش از فارغ‌التحصیلی، یک سال زیست‌شناسی در کالج واسار تدریس کرد.
در سال ۱۹۰۷ برای تحصیل به دانشگاه وورتسبورگ و ایستگاه جانورشناسی ناپل رفت و زیر نظر تئودور بووری و آنتون دورن مطالعه کرد. پس از فارغ‌التحصیلی در سال ۱۹۱۰، در دانشگاه ماین به عنوان مربی (۱۹۱۱)، استادیار (۱۹۱۱–۱۹۱۳) و دانشیار (۱۹۱۳–۱۹۱۸) تدریس کرد. در این مدت با ریموند پرل همکاری علمی داشت و مقالات مشترکی از جمله دربارهٔ آسکاریس و ماکیان منتشر کردند. بورینگ از حامیان حق رأی زنان بود.

## فعالیت‌های علمی
در سال ۱۹۱۸ به عنوان استادیار زیست‌شناسی در کالج پزشکی پکن یونیون منصوب شد. پس از دو سال تدریس، به کالج ولزلی بازگشت، اما نهایتاً به چین برگشت و در دانشگاه پکن (بعدها دانشگاه یانچینگ) مشغول به کار شد. در سال ۱۹۳۰ به عنوان سرپرست دانشکده علوم طبیعی منصوب شد و بین سال‌های ۱۹۳۰ تا ۱۹۵۰، ۲۱ مقاله در بولتن تاریخ طبیعی پکن منتشر کرد.
بورینگ شاگردان بسیاری را تربیت کرد که بعدها به موقعیت‌های علمی مهمی دست یافتند، از جمله وو جیه‌پینگ، تانگ شی شوئه، لارنس تی. وو و فردریک اف. کائو. او در دوران تنش‌های ملی‌گرایانه در چین (۱۹۲۸–۱۹۲۹) به آمریکا بازگشت و در دانشگاه پنسیلوانیا با کلیفورد اچ. پوپ و جی.کی. نوبل همکاری تحقیقاتی داشت.

## میراث علمی
بورینگ به مدت سه دهه در چین ماند و نقش مهمی در توسعه علوم زیستی این کشور ایفا کرد. تحقیقات او بر روی دوزیستان و خزندگان چین تأثیر ماندگاری بر مطالعات جانورشناسی در این منطقه گذاشت. او در سال ۱۹۵۵ درگذشت و به عنوان یکی از پیشگامان زیست‌شناسی تجربی و مطالعات میدانی در چین شناخته می‌شود.